# 음악공작소
음악공작소는 OBS 라디오에서 매일 밤 8시에 방송된 프로그램이다.

## 역사
2023년 3월 30일 OBS 라디오 개국과 함께 첫방송을 시작했으며, 원래는 매일 2시간 방송이었으나, 2023년 8월 14일 개편 이후부터 주말에 한에서 1시간 방송으로 단축되었다. 2024년 12월 2일부터 새벽 2시대에 재방송이 편성되었다.
2025년 4월 20일 봄 개편으로 인해 2년 만에 프로그램이 폐지되었다.

## DJ
- 서린 (전 가비앤제이 멤버, 경기방송 여우야 진행)

## 역대 방송시간
| 방송 채널  | 방송 기간                         | 방송 시간                                                            |
| ---------- | --------------------------------- | -------------------------------------------------------------------- |
| OBS 라디오 | 2023년 3월 30일 ~ 2023년 8월 13일 | 평일 밤 8:00 ~ 밤 10:00, 주말 저녁 7:00 ~ 밤 9:00                    |
| OBS 라디오 | 2023년 8월 14일 ~ 2024년 2월 18일 | 평일 밤 8:00 ~ 밤 10:00, 주말 밤 8:00 ~ 밤 9:00                      |
| OBS 라디오 | 2024년 2월 19일 ~ 2024년 12월 1일 | 매일 밤 8:00 ~ 밤 10:00                                              |
| OBS 라디오 | 2024년 12월 2일 ~ 2025년 4월 20일 | 매일 밤 8:00 ~ 밤 10:00 (본방송) 매일 새벽 2:00 ~ 새벽 4:00 (재방송) |